# Balneário Arroio do Silva
Balneário Arroio do Silva är en kommun i Brasilien.   Den ligger i delstaten Santa Catarina, i den södra delen av landet, 1 500 km söder om huvudstaden Brasília. Antalet invånare är 9 590. Arean är 94 kvadratkilometer.
Terrängen i Balneário Arroio do Silva är mycket platt.
Trakten runt Balneário Arroio do Silva består i huvudsak av gräsmarker.